# Resolución 446 del Consejo de Seguridad de las Naciones Unidas
La resolución 446 del Consejo de Seguridad de las Naciones Unidas, aprobada el 22 de marzo de 1979, abordó el asunto de los asentamientos israelíes en los "territorios árabes ocupados por Israel desde 1967, incluido Jerusalén". Esta frase hacía referencia a los territorios palestinos (Cisjordania, Jerusalén Este y la Franja de Gaza) y a los Altos del Golán sirios.
En la resolución, el Consejo de Seguridad determinó "que la política y las prácticas de Israel de establecer asentamientos en los territorios palestinos y en otros territorios árabes ocupados desde 1967 no tiene validez legal y constituye un serio obstáculo para la consecución de una paz completa, justa y duradera en Oriente Medio".
La resolución fue aprobada con 12 votos a favor, 3 abstenciones (Noruega, Reino Unido y Estados Unidos) y ningún voto en contra.

## La resolución 446 y el Cuarto Convenio de Ginebra
La resolución 446 afirma "que el Convenio de Ginebra relativo a la protección de personas civiles en tiempos de guerra, de 12 de agosto de 1949, es aplicable a los territorios árabes ocupados por Israel desde 1967, incluso Jerusalén". Tomis Kapitan afirma que:
"A los ojos de la comunidad internacional, su [la de Israel] presencia allí [en los territorios ocupados] está sujeta al derecho internacional relacionado con una ocupación beligerante y, específicamente, con la Cuarta Convención de Ginebra de 1949 (...) Teniendo en cuenta las medidas de necesidad militar, la Convención prohíbe alteraciones del sistema legal, transferencias forzosas o deportaciones de la población residente y reasentamiento por parte de la potencia ocupante de su propia población de civil al territorio ocupado. Israel ha violado estas provisiones, pero niega su aplicación bajo la afirmación de que Cisjordania (en concreto) es territorio "en disputa" o "sin asignar" en lugar de territorio ocupado de una nación que sea firmante de la Convención de Ginebra."
El argumento de Israel contra la aplicabilidad de la Convención de Ginebra fue formulado por Meir Shamgar y se basa en la interpretación del artículo 2, que dice:
"Aparte de las disposiciones que deben entrar en vigor ya en tiempo de paz, el presente Convenio se aplicará, en caso de guerra declarada o de cualquier otro conflicto armado que surja entre dos o varias de las Altas Partes Contratantes, aunque una de ellas no haya reconocido el estado de guerra. El Convenio se aplicará también en todos los casos de ocupación total o parcial del territorio de una Alta Parte Contratante, aunque tal ocupación no encuentre resistencia militar.  Si una de las Potencias en conflicto no es parte en el presente Convenio, las Potencias que son Partes en el mismo estarán, sin embargo, obligadas por él en sus relaciones recíprocas. Estarán, además, obligadas por el Convenio con respecto a dicha Potencia, si ésta acepta y aplica sus disposiciones."
El argumento del gobierno (realizado por primera vez por Moshe Dayan en un discurso en la ONU en 1977) es que ni Cisjordania ni la Franja de Gaza eran territorios de una "Alta Parte Contratante" en el momento en el que fueron ocupadas por Israel y que, por lo tanto, la Convención no es aplicable.
En 1993, el Consejo de Seguridad de las Naciones Unidas, "actuando bajo el Capítulo VII de la Carta de las Naciones Unidas", aprobó un informe del Secretario General que concluyó más allá de toda duda que la ley aplicable en un conflicto armado tal y como está representada en las Convenciones de Ginebra del 12 de agosto de 1949 y en la Convención de La Haya (IV) del 18 de octubre de 1907 había pasado a formar parte del derecho internacional consuetudinario. Los incumplimientos de los principios contenidos en las convenciones se encuentran, por lo tanto, enmarcados en la competencia de los tribunales penales internacionales, incluido el Tribunal Penal Internacional para la antigua Yugoslavia y la Corte Penal Internacional. La aprobación bajo el Capítulo VII es especialmente importante porque supone que dicho informe es vinculante para Israel como país signatario de la Carta de las Naciones Unidas. 
Gershom Gorenberg ha escrito que el gobierno israelí ya sabía desde el principio que estaba violando la Convención de Ginebra al crear asentamientos civiles en los territorios administrados por el ejército israelí. Según Gorenberg, el consejero legal del Ministerio de Asuntos Exteriores de Israel, Theodor Meron, era el experto del gobierno israelí en derecho internacional. El 16 de septiembre de 1967, Meron escribió un memorando ultrasecreto a Adi Yafeh, secretario político del primer ministro, que trataba sobre el "Asentamiento en los Territorios Administrados" y afirmaba: "Mi conclusión es que el asentamiento de civiles en los Territorios Administrados contraviene las provisiones explícitas de la Cuarta Convención de Ginebra." Moshe Dayan escribió un memorando secreto en 1968 en el que proponía un asentamiento masivo de civiles en los territorios palestinos y en el que afirmaba que “asentar a israelíes en el territorio administrado, tal y como se conoce, contraviene las convenciones internacionales, pero  no hay nada esencialmente nuevo en ello.”
Ni el Comité Internacional de la Cruz Roja ni las Altas Partes Contratantes de la Cuarta Convención de Ginebra aceptan tampoco la posición israelí. El artículo 1 de la Convención declara que "las Altas Partes Contratantes se comprometen a respetar y asegurar el respeto de esta Convención en todas las circunstancias" (cursiva añadida en la redacción).
El 15 de julio de 1999, una conferencia de las Altas Partes Contratantes de la Cuarta Convención de Ginebra realizada en la sede de las Naciones Unidas en Ginebra dictaminó que la Convención debe aplicarse en los Territorios Palestinos Ocupados, incluido Jerusalén. En 2001, en una conferencia de un solo día de las Altas Partes Contratantes, 114 países adoptaron una declaración de tres páginas en la que reafirmaban que los términos de la Convención se aplican a los territorios palestinos.
En agosto de 2004, el fiscal general israelí Menachem Mazuz formó un equipo especial del Ministerio de Justicia israelí para estudiar las ramificaciones de un dictamen de la Corte Internacional de Justicia, y dicho equipo recomendó que el gobierno israelí debería considerar la aplicación de la Cuarta Convención de Ginebra en Cisjordania y la Franja de Gaza.
Israel argumenta que no está violando dicha convención. En primer lugar, Israel afirma que el artículo se creó solamente en el contexto de la Segunda Guerra Mundial.
En segundo lugar, Israel afirma que estas provisiones de la Cuarta Convención de Ginebra solo pretendían abarcar las transferencias forzosas de población y proteger a la población local de su expulsión. La primera parte del artículo 49 (1) de la Convención habla específicamente de "los traslados en masa o individuales, de índole forzosa", mientras que los israelíes que viven en los asentamientos se han trasladado allí voluntariamente, y argumentan que los asentamientos no tienen como objetivo ni han tenido como resultado la expulsión de los palestinos de la zona. Sin embargo, el artículo 49 (6) también afirma que "la potencia ocupante no podrá efectuar la evacuación o el traslado de una parte de la propia población civil al territorio por ella ocupado", lo cual sí incluye al traslado de ciudadanos israelíes a los asentamientos.
En tercer lugar, Israel afirma que algunos de los colonos han regresado a zonas en las que ya existían asentamientos judíos antes de 1948 (en concreto, Gush Etzion) y, por lo tanto, se trata de un asunto completamente diferente. Sin embargo, Israel niega el derecho a volver a sus hogares y tierras a todos los palestinos que fueron expulsados o huyeron como consecuencia de la guerra árabe-israelí de 1948. 
Por último, Israel afirma que la Convención de Ginebra sólo se aplica en ausencia de un acuerdo de paz operativo y entre dos potencias que acepten la Convención. Dado que los Acuerdos de Oslo dejan el tema de los asentamientos para una negociación posterior, aquellos que defienden este punto de vista declaran que los palestinos aceptaron la presencia provisional de asentamientos israelíes hasta una negociación posterior, por lo que no hay ninguna base para declararlos ilegales.
Aunque los Acuerdos de Oslo no entraban en detalles sobre el espinoso asunto de los asentamientos, sí que incluían una cláusula según la cual "ningún bando tomará iniciativas o pasos que cambien el statu quo de Cisjordania o la Franja de Gaza hasta que se alcance un acuerdo en las negociaciones sobre un estatus permanente", pese a lo cual la población de los asentamientos israelíes se ha multiplicado varias veces desde la firma de dichos acuerdos.

## Retirada unilateral de la Franja de Gaza
Israel abandonó unilateralmente la Franja de Gaza en septiembre de 2005, desmanteló todos los asentamientos de esta región y evacuó a sus fuerzas militares de él. Sin embargo, Israel todavía controla el espacio aéreo, las aguas territoriales y seis de los siete pasos fronterizos terrestres de la Franja de Gaza. El paso fronterizo de Rafah quedó bajo control de Egipto tras la retirada israelí de 2005. Además, Israel controla por completo el movimiento de bienes y personas hacia y desde la Franja de Gaza y se reserva el derecho de entrar en esta región cuando lo considere oportuno. Israel también mantiene bajo control una franja de terreno de 500 metros dentro de la propia Franja de Gaza que califica como tierra de nadie y en la que dispara a los palestinos que se adentran en ella. Por estos motivos, la ONU todavía considera la Franja de Gaza como territorio ocupado por Israel, como también lo siguen siendo Cisjordania, Jerusalén Este y los Altos del Golán sirios.